# Justicia appendiculata
Justicia appendiculata är en akantusväxtart som först beskrevs av Hipólito Ruiz López och Pav., och fick sitt nu gällande namn av Vahl. Justicia appendiculata ingår i släktet Justicia och familjen akantusväxter. Inga underarter finns listade i Catalogue of Life.